# Karin Colberg
Karin Margareta Colberg, gift Cronstedt, född 19 april 1967 i Hedemora, är en svensk före detta friidrottare (kastgrenar). Hon tävlade för Västerås FI. Hon utsågs år 1992 till Stor grabb/tjej nummer 402.